# Alessandro Bocconi
Alessandro Bocconi (Ancona, 9 novembre 1873 – Roma, 23 agosto 1960) è stato un avvocato e politico italiano.

## Biografia
Laureato in giurisprudenza. Condannato per alcune sommosse filo-socialiste del 1898, riuscì a fuggire in Svizzera. Nel 1900 ebbe l'amnistia, fondò con altri la Camera del lavoro di Ancona, poi entrò a far parte del consiglio nazionale e della direzione del PSI. Nel 1909 fu eletto deputato nel collegio di Jesi appoggiato dai repubblicani e confermato alla Camera nelle successive elezioni. Nel 1922 entrò a far parte del Partito Socialista Unitario. Dal 1927 al 1940 visse a Parigi in esilio; nel 1928 Benito Mussolini lo richiamò in Italia ma rifiutò. Nel 1936 fu nominato presidente della Fratellanza marchigiana ed entrò in contrasto con il partito socialista perché aveva aderito al fronte unico. Nel 1943 tornò in Italia e aderì al CLN marchigiano. In seguito partecipò alla riorganizzazione del PSI e fu eletto all'Assemblea costituente. Dopo aver partecipato alla scissione di Palazzo Barberini, nel 1948 fu nominato senatore di diritto per la I legislatura della Repubblica Italiana.
Muore nell'agosto 1960 all'età di 86 anni.